# Мишуково (Ярославская область)
Мишуково — деревня в Ярославском районе Ярославской области. Входит в состав Заволжского сельского поселения.

## География
Находится в восточной части Ярославской области на расстоянии приблизительно 12 км на восток-юго-восток по прямой от станции Филино.

## История
В 1859 году здесь (деревня Ярославского уезда Ярославской губернии) было учтено 9 дворов, в 1898 — 18.

## Население
Численность населения: 42 человека (1859 год), 8 (русские 100 %) в 2002 году, 6 в 2010.